# One Year of Love
One Year of Love är en låt av det brittiska rockbandet Queen, utgiven 1986 på albumet A Kind of Magic. Låten skrevs av basisten John Deacon till filmen Highlander och släpptes som singel den 4 juni 1986.

## Medverkande
- Freddie Mercury - sång och bakgrundssång
- Roger Taylor - trummor, tamburin
- John Deacon - elbas, synthesizer
- Steve Gregory - altsaxofon
- Lynton Naiff - stråkarrangemang